# Gangwon-do
Gangwon-do is een provincie in het noordoosten van Zuid-Korea, aan de Japanse Zee. De hoofdstad van de provincie is Chuncheon. In het noorden grenst de provincie aan Noord-Korea, in het westen aan Gyeonggi-do, in het zuiden aan Gyeongsangbuk-do en Chungcheongbuk-do.
De oppervlakte van de provincie is 16.894 km² en er wonen 1.533.331 inwoners (2003), zodat er slechts 91 inwoner per vierkante kilometer wonen.
De oude provincie Gangwan-do is opgedeeld tijdens de Korea-oorlog. Het noordelijke deel ligt in Noord-Korea, die in het Koreaans dezelfde naam draagt maar een andere transcriptie heeft: Kangwŏn-do.
Naast de steden is de provincie bekend om zijn skigebieden in Seorak-san in de omgeving van Sokcho, het gebergte (1700 meter) wordt echter ook voor wandelen gebruikt.

## Steden (Si)
- Chuncheon-si (춘천시, 春川市) – provinciehoofdstad
- Donghae-si (동해시, 東海市)
- Gangneung-si (강릉시, 江陵市)
- Samcheok-si (삼척시, 三陟市)
- Sokcho-si (속초시, 束草市)
- Taebaek-si (태백시, 太白市)
- Wonju-si (원주시, 原州市)

### Districten (Gun)
- Cheorwon-gun (철원군, 鐵原郡)
- Goseong-gun (고성군, 高城郡)
- Hoengseong-gun (횡성군, 橫城郡)
- Hongcheon-gun (홍천군, 洪川郡)
- Hwacheon-gun (화천군, 華川郡)
- Inje-gun (인제군, 麟蹄郡)
- Jeongseon-gun (정선군, 旌善郡)
- Pyeongchang-gun (평창군, 平昌郡)
- Yanggu-gun (양구군, 楊口郡)
- Yangyang-gun (양양군, 襄陽郡)
- Yeongwol-gun (영월군, 寧越郡)

## Bekende inwoners
- Yoo Sun-Hee (1967), schaatser